# (6616) Plotin
(6616) Plotin, désignation internationale (6616) Plotinos, est un astéroïde de la ceinture principale.

## Description
(6616) Plotin est un astéroïde de la ceinture principale. Il fut découvert par Cornelis Johannes van Houten, Ingrid van Houten-Groeneveld et Tom Gehrels le 25 mars 1971 à l'observatoire Palomar. Il présente une orbite caractérisée par un demi-grand axe de 2,4156 UA, une excentricité de 0,1213 et une inclinaison de 6,0916° par rapport à l'écliptique.
Il fut nommé en hommage à Plotin, philosophe gréco-romain de l'Antiquité tardive, est le représentant principal du courant philosophique appelé « néoplatonisme ».

## Compléments